# Heteragrion eboratum
Heteragrion eboratum је инсект из реда Odonata и фамилије Megapodagrionidae.

## Угроженост
Ова врста је на нижем степену опасности од изумирања, и сматра се скоро угроженим таксоном.

## Распрострањење
Ареал врсте је ограничен на мањи број држава. 
Врста има станиште у Никарагви, Гватемали, Хондурасу и Салвадору.

## Станиште
Станишта врсте су шуме и слатководна подручја.